# جون كاسادو
جون كاسادو (بالإنجليزية: John Casado)‏ هو مصمم جرافيك ومصور أمريكي، ولد في 30 مايو 1944 في إيست لوس أنجيلس في الولايات المتحدة.

## وصلات خارجية
- جون كاسادو على موقع ميوزك برينز (الإنجليزية)
- جون كاسادو على موقع ديسكوغز (الإنجليزية)